# Aaron Toomey
Aaron Patrick Toomey (nacido el 1 de abril de 1992 en Greensboro, Carolina del Norte) es un exjugador de baloncesto estadounidense que actualmente es entrenador asistente de los Amherst Lord Jeffs de la División III de la NCAA. Con 1,85 metros de altura jugaba en la posición de Base.

## Escuela secundaria
Se formó en el Bishop McGuinness Catholic High School, situado en Kernersville, Carolina del Norte.

## Universidad
Tras graduarse en 2010, se unió a la Universidad de Amherst, situada en Amherst, Massachusetts, perteneciente a la División III de la NCAA y donde cumplió su periplo universitario de cuatro años (2010-2014). Está considerado el mejor jugador de la historia de la universidad.

### Amherst College

#### 2010-2011
En su primera temporada, su año freshman (2010-2011), jugó 29 partidos (1 como titular) con los Lord Jeffs con un promedio de 12,4 puntos (40,3 % de 3 y 86,4 % en TL), 3,3 rebotes, 3,1 asistencias y 1,3 robos en 24,4 min. Llegó con el equipo al Elite Eight de la División III de la NCAA.
Terminó la temporada en la  División III de la NCAA con el 28º mejor % de tiros libres. Sus mejores partidos fueron contra los Westfield St. Owls (23 puntos (7-9 de 2, 3-3 de 3), 3 rebotes, 2 asistencias y 5 robos en 16 min), contra los Wesleyan Cardinals (22 puntos (4-5 de 2, 2-4 de 3 y 8-8 de TL), 3 rebotes y 4 asistencias en 31 min) y contra los Rhode Island Col. Anchormen (22 puntos (0-3 de 2, 5-11 de 3 y 7-9 de TL), 1 rebote, 2 asistencias, 1 robo y 1 tapón en 26 min).

#### 2011-2012
En su segunda temporada, su año sophomore (2011-2012), fue elegido en el mejor quinteto de la New England Small College Athletic Conference, en el mejor quinteto de la región noroeste de la División III de la NCAA, en el mejor quinteto de la División III de la NCAA por la NABC y recibió una mención honorable División III de la NCAA por Eurobasket.com.
Jugó 28 partidos (todos como titular) con los Lord Jeffs con un promedio de 17,8 puntos (34,2 % de 3 y 91 % en TL), 2,8 rebotes, 4,8 asistencias y 1,8 robos en 30,8 min. Llegó con el equipo al Sweet 16 de la División III de la NCAA y fue campeón de la New England Small College Athletic Conference.
Terminó la temporada en la  División III de la NCAA con el 4º mejor % de tiros libres. Sus mejores partidos fueron contra los Rhode Island Col. Anchormen (25 puntos (3-7 de 2, 2-6 de 3 y 13-14 de TL), 3 rebotes, 5 asistencias y 2 robos en 37 min), contra los Bates Bobcats (26 puntos (2-2 de 2, 5-7 de 3 y 7-8 de TL), 2 rebotes, 6 asistencias y 1 robo en 26 min) y contra los NYU Violets (34 puntos (7-9 de 2, 2-5 de 3 y 14-15 de TL), 1 rebote, 5 asistencias y 2 robos en 33 min).

#### 2012-2013
En su tercera temporada, su año junior (2012-2013), fue elegido en el mejor quinteto de la División III de la NCAA, en el mejor quinteto preseason All-America de la División III de la NCAA y por segunda vez en el mejor quinteto de la New England Small College Athletic Conference, en el mejor quinteto de la región noroeste de la División III de la NCAA y en el mejor quinteto de la División III de la NCAA por la NABC. También fue elegido jugador del año de la División III de la NCAA por la NABC y jugador del año de la región noroeste de la División III de la NCAA.
Jugó 32 partidos (todos como titular) con los Lord Jeffs con un promedio de 17,3 puntos (42,2 % de 3 y 88,8 % en TL), 4,7 rebotes, 5 asistencias y 1,3 robos en 33,5 min. Con el equipo ganó la División III de la NCAA y fue campeón del torneo de la New England Small College Athletic Conference y por segunda vez campeón de la New England Small College Athletic Conference.
Terminó la temporada en la  División III de la NCAA como el 34º mejor asistente, el 19º en triples por partido (2,9), el 9º mejor % de tiros libres y el 26º mejor % de triples. Sus mejores partidos fueron contra los Elms Blazers (32 puntos (3-6 de 2, 7-10 de 3 y 5-5 de TL), 6 rebotes y 3 asistencias en 36 min), contra los Colby Mules (34 puntos (7-8 de 2, 6-8 de 3 y 2-2 de TL), 5 rebotes, 6 asistencias, 2 robos y 2 tapones en 32 min) y contra los Rhode Island Col. Anchormen (34 puntos (4-6 de 2, 5-6 de 3 y 11-12 de TL), 8 rebotes, 2 asistencias y 2 robos en 40 min).

#### 2013-2014
En su cuarta y última temporada, su año senior (2013-2014), fue elegido por segunda vez en el mejor quinteto de la División III de la NCAA, en el mejor quinteto preseason All-America de la División III de la NCAA y por tercera vez en el mejor quinteto de la región noroeste de la División III de la NCAA, en el mejor quinteto de la New England Small College Athletic Conference, en el mejor quinteto de la División III de la NCAA por la NABC y por segunda vez jugador del año de la región noroeste de la División III de la NCAA. Además fue elegido jugador del año de la División III de la NCAA y en el mejor quinteto de la División III de la NCAA.
Jugó 31 partidos (todos como titular) con los Lord Jeffs con un promedio de 19,9 puntos (40,2 % de 3 y 91,2 % en TL), 4,8 rebotes, 6,3 asistencias y 1,9 robos en 34,6 min. Con el equipo fue campeón por segunda vez del torneo de la New England Small College Athletic Conference y por tercera vez campeón de la New England Small College Athletic Conference. Llegaron a la final-four de la División III de la NCAA, donde perdieron en semifinales por 93-69 contra los Williams Ephs.
Terminó la temporada en la  División III de la NCAA como el 42.º máximo anotador, el 10º mejor asistente, el 4º en tiros libres metidos (205), el 7º mejor % de tiros libres, el 21º en triples por partido (3), el 40.º mejor % de triples, el 10º en triples anotados (234), el 4º en asistencias totales (198) y el 10º en puntos totales (617). Además fue uno de los únicos nueve jugadores que consiguió al menos un triple-doble. en Sus mejores partidos fueron contra los Westfield St. Owls (37 puntos (3-4 de 2, 6-8 de 3 y 13-14 de TL), 3 rebotes, 2 asistencias, 2 robos y 1 tapón en 35 min), contra los Trinity Bantams  (36 puntos (2-5 de 2, 6-11 de 3 y 14-14 de TL), 6 rebotes, 4 asistencias y 2 robos en 39 min) y contra los Morrisville St. Mustangs  (31 puntos (1-6 de 2, 6-9 de 3 y 11-11 de TL), 8 rebotes, 4 asistencias y 2 robos en 40 min).

#### Promedios
Disputó un total de 120 partidos (92 como titular) con los Amherst Lord Jeffs entre las cuatro temporadas, promediando 16,8 puntos (39,2 % en triples y 89,3 % en tiros libres), 4 rebotes, 4,8 asistencias y 1,6 robos de balón en 30,8 min de media.
Es el máximo anotador de la historia de la universidad (único jugador que ha sobrepasado los 2,000 puntos). Finalizó su carrera universitaria con 2,033 puntos (291 triples y 606 tiros libres), siendo también el máximo triplista y el jugador con más tiros libres anotados de la historia de la universidad.
Es el segundo jugador de la historia de la NESCAC en ser elegido dos veces consecutivas jugador del año de la misma y en conseguir tres títulos de conferencia. 
Durante sus cuatro años en Amherst, el equipo tuvo un increíble récord de 108-13 (89,3 % de victorias), que incluye un récord de 36-3 (92,3 % de victorias) en la conferencia.

## Trayectoria profesional

### Como jugador

#### Viten Getafe
El 3 de septiembre de 2014, el Viten Getafe (equipo vinculado al Montakit Fuenlabrada) de la LEB Plata, la tercera división española, anunció su fichaje para temporada 2014-2015, siendo esta su primera y única experiencia como profesional.
Tan sólo disputó 5 partidos de liga con el conjunto getafense, ya que en noviembre de 2014 se produjo una fractura craneal durante un entrenamiento que le obligó a aperarse de urgencia. En esos 5 partidos promedió 10,2 puntos (37,9 % en triples), 2,6 rebotes, 1,8 asistencias y 1,2 robos de balón en 20,1 min de media.

### Como entrenador
Tras esta grave lesión, abandonó el equipo y decidió poner fin a su carrera como jugador con tan sólo 22 años.
A mitad de la temporada 2014-2015 volvió a Estados Unidos para ser el entrenador asistente de su universidad, Amherst College, donde permanece actualmente. 
En su primera campaña como asistente en los Lord Jeffs, fue subcampeón del torneo de la New England Small College Athletic Conference. En la temporada 2015-2016 volvió a ser subcampeón del torneo de la New England Small College Athletic Conference y llegó a la final-four de la División III de la NCAA, donde perdieron en semifinales por 63-60 contra los  Benedictine Bengals.